# Hakkâri (Fürstentum)
Das Fürstentum Hakkâri war ein kurdisches Fürstentum in Ostanatolien. Hauptstadt war unter anderem Colemêrg (heute Hakkâri). In seiner Ausdehnung reichte das Fürstentum von Cizre bis nach Hakkâri an der persischen Grenze und vom Vansee im Norden bis Mosul im Süden. Das Fürstentum existierte vom 14. bis zum 19. Jahrhundert.

## Geschichte
Das Fürstentum wurde Mitte des 14. Jahrhunderts durch einen Zusammenschluss verschiedener Stämme unter dem Emir Izz ad-Din Schir/Yazdan-Schir gegründet. Izz ad-Din, dessen Mutter wahrscheinlich Armenierin war, herrschte über die Stadt Vostan (heute Gevaş) am Vansee. Der Chronist Scharaf ad-Din Chan spricht von der Herrscherfamilie als eine der edelsten in ganz Kurdistan. Als angebliche Abkömmlinge der Abbasiden wurden sie hoch geachtet. Als 1387 der Eroberer Timur Van angriff, verschanzte sich Izz ad-Din Schir in der Festung der Stadt. Obwohl Timur die Festung nicht einnehmen konnte, ergab sich Izz ad-Din nach wenigen Tagen. Timur ließ ihm sein Fürstentum und setzte ihn als Vasallen ein. Nach dem Niedergang der Timuriden wurde das Fürstentum von den Qara Qoyunlu bedrängt und schließlich zu deren Vasall.
Mitte des 15. Jahrhunderts stiegen die Aq Qoyunlu – Gegenspieler der Qara Qoyunlu – von ihrem Zentrum Diyarbakır aus zu einer regionalen Macht auf und eroberten auch Hakkâri. Als Verwalter setzten sie die Dimili ein. Dies war laut Scharaf Chan (Şerefhan) das einzige Mal, dass das Fürstentum seine Selbständigkeit verlor. Doch die christlichen Einwohner Hakkâris, die als Händler bis nach Syrien und Ägypten reisten, fanden in Ägypten einen Abkömmling Izz ad-Din Schirs. Dieser Abkömmling namens Asad ad-Din Zarren Chang (Zarren Chang = „goldener Arm“, eine Armprothese) stand im Dienst der ägyptischen Mamluken. Als Christ verkleidet schmuggelten sie Zarren Chang nach Hakkâri und eroberten im Jahr 1468 an einem Samstag das Fürstentum zurück. Die Dynastie wurde von da an Schembo (kurdisch für Samstag, persisch Schembe) genannt. 
Später kam Hakkâri unter den Einfluss der persischen Safawiden. Diese wurden 1514 in der Schlacht bei Tschaldiran von den Osmanen vernichtend geschlagen und aus Anatolien verdrängt. Unter der Vermittlung von İdris-i Bitlisî schlossen die kurdischen Fürsten der Region ein Abkommen mit den Osmanen ab. Doch das Fürstentum Hakkâri wurde, da es nun an der Grenze zwischen Osmanen und Safawiden lag, von beiden Mächten umgarnt und wechselte dementsprechend oft die Seiten. Der südliche Teil Hakkâris fiel für Jahrhunderte an das Fürstentum Badinan. Der Hakkâri-Herrscher Zahid Bey teilte sein Reich unter seinen zwei Söhnen Seyyid Mehmed und Melik Bey auf. 1548 kam es zum Konflikt mit den Osmanen, als Melik Bey hingerichtet wurde. Dessen Sohn Zeynel lehnte sich auf, wurde aber wegen der strategischen Lage Hakkâris von den Osmanen als Herrscher eingesetzt. Doch sein Onkel Seyyid Mehmed, der mehr prosafawidisch war, erkannte ihn nicht an. Es kam zum Kampf, den Zeynel mit Hilfe der Osmanen gewann und so seinen Onkel tötete. Zeynel betrieb eine antisafawidische Politik und sein Nachfolger und Sohn Ibrahim Bey erhielt 1578 von den Osmanen den Rang eines Paschas. 1585 nahm Zeynel an einem Kriegszug der Osmanen gegen Täbris (Osmanisch-Safawidischer Krieg (1578–1590)) teil, wobei er in einem Kampf umkam. 1688 wurde der Status des Fürstentums von den Osmanen herabgesetzt: aus einem Hükümet (Regierung) wurde  ein Ocaklik (Stammesgebiet). Anfang des 19. Jahrhunderts war das Fürstentum Teil des Eyâlet Van. Innerhalb dieser Provinz gab es noch das Fürstentum der Mahmudi (heute Saray) und die zwei Ocaklik von Kotuz und Müküs (heute Bahçesaray); der Rest wurde direkt vom osmanischen Gouverneur (Wali) verwaltet.
Der letzte Hakkâri-Fürst Nurullah Bey lehnte sich zusammen mit dem Herrscher von Botan Bedirxan Beg Mitte des 19. Jahrhunderts gegen die Osmanen auf. Sie wurden jedoch besiegt, ins Exil geschickt und ihre Fürstentümer aufgelöst.